# Lakenfelder

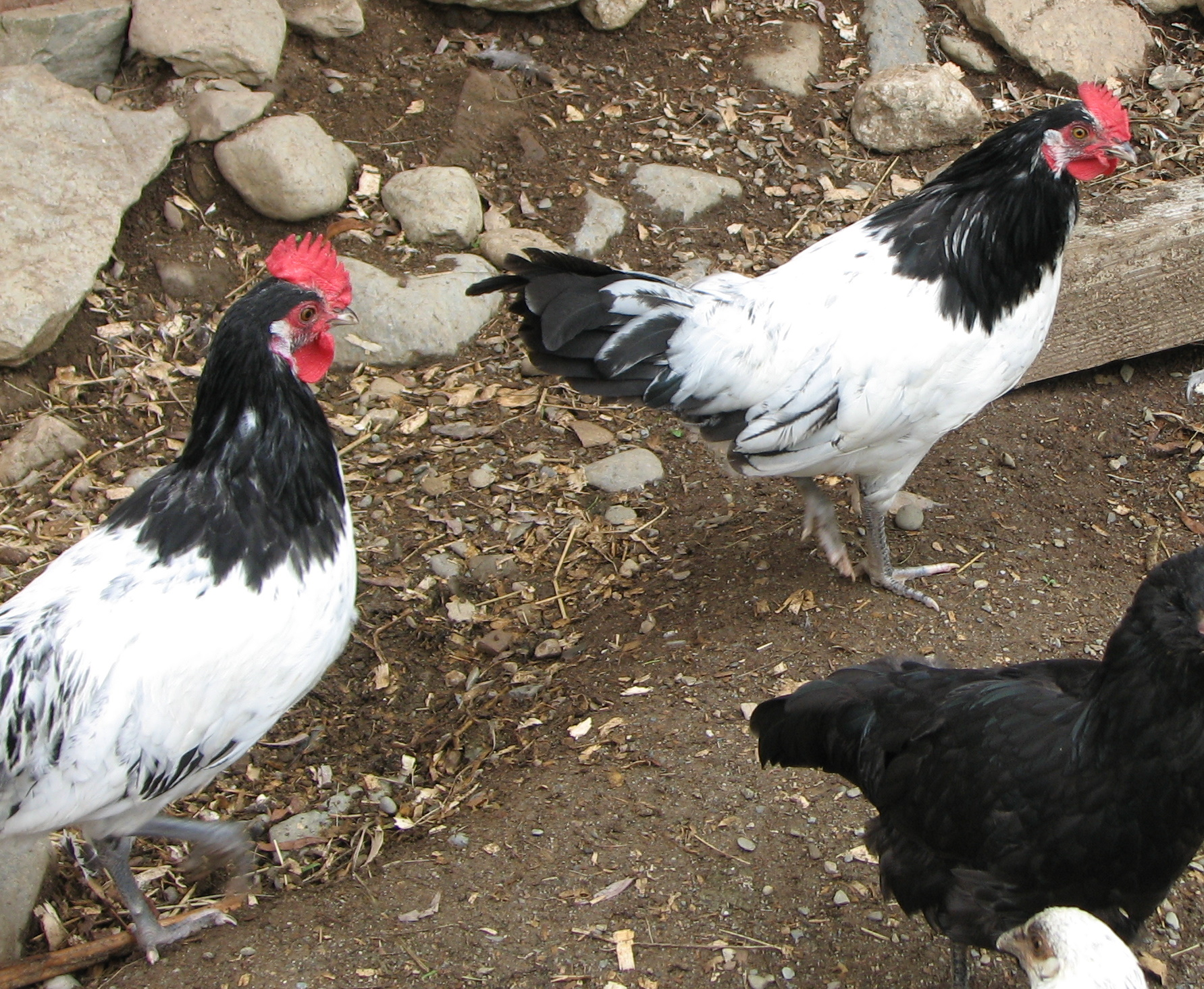
Två hönor av rasen lakenfelder

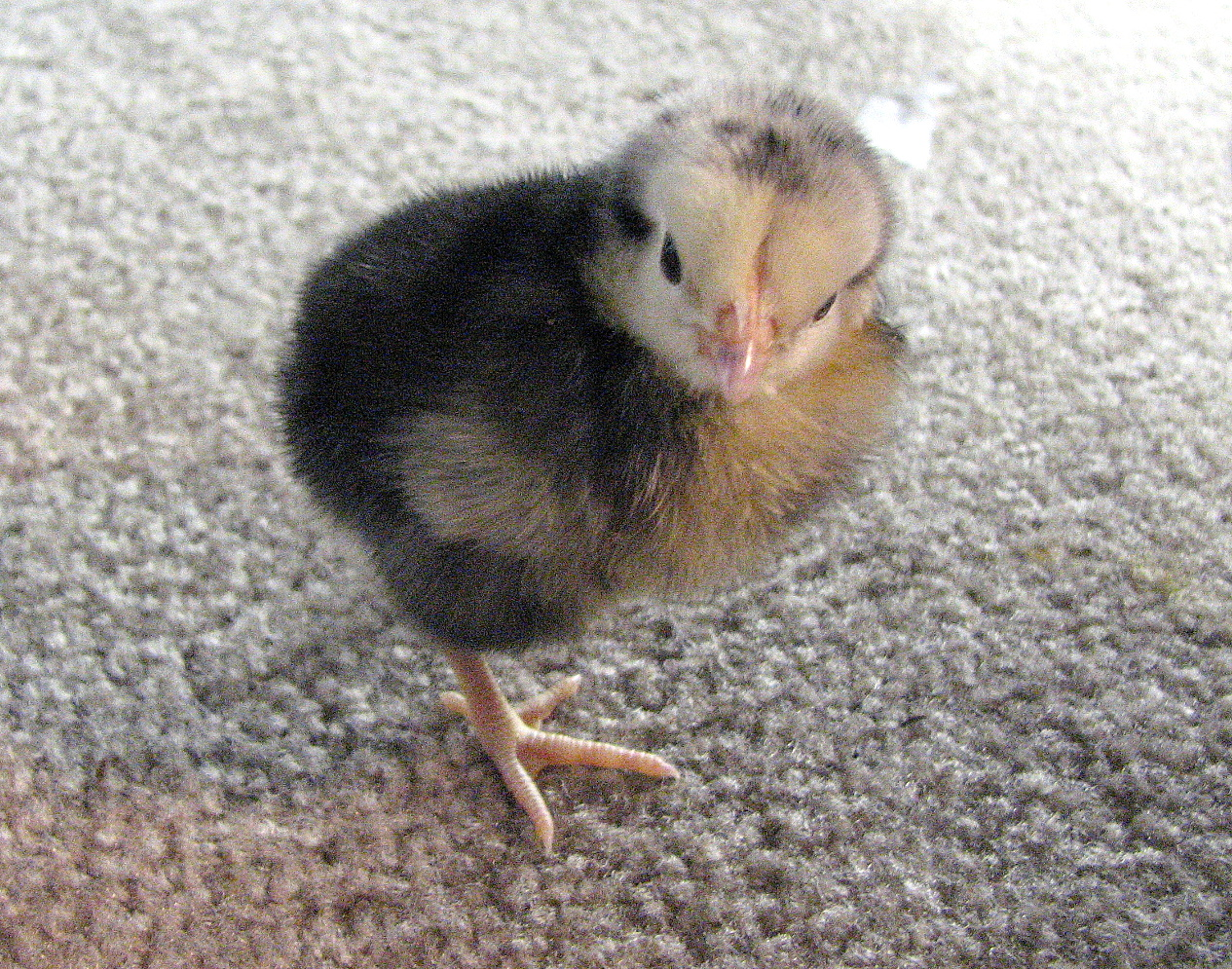
En kyckling

Lakenfelder är en lätt hönsras av okänt ursprung, men den omnämns från mitten av 1800-talet från Holland och Tyskland. Lakenfelder är en bra värpras och finns även som dvärgvariant från båda länderna. 
Rasens namn och dess omnämnande i de båda länderna har gett upphov till olika tolkningar angående namnets ursprung. Den första versionen är att färgteckningen, ungefär som ett vitt lakan på ett svart fält, givit rasen dess namn. Den andra är att rasen skulle ha döpts efter den holländska byn Lakenveld. 
Kännetecknande för lakenfelder är dess svarta och vita fjäderdräkt. En höna väger omkring 1,5 kilogram och en tupp väger 1,5-2 kilogram. För dvärgvarianten är vikten för en höna cirka 700 gram och för en tupp 800 gram. Äggen är vita. För stor ras är äggvikten ungefär 48 gram och för dvärgvarianten är äggvikten ungefär 35 gram. Ruvlusten hos hönorna är inte så stark. Rasen är till sin läggning livlig och individerna kan ibland vara något flaxiga.

## Färg
- Svart/vit